# 长勾刺蒴麻
长勾刺蒴麻（学名：Triumfetta pilosa）是锦葵科刺蒴麻属的植物。分布于热带亚洲各地及非洲有以及中国大陆的云南、贵州、广东、四川、广西等地，生长于海拔120米至2,000米的地区，多生于干燥的低坡灌丛中，目前尚未由人工引种栽培。